# Compsocephalus bennigseni
Compsocephalus bennigseni är en skalbaggsart som beskrevs av Kuhnt 1909. Compsocephalus bennigseni ingår i släktet Compsocephalus och familjen Cetoniidae. Inga underarter finns listade i Catalogue of Life.